# Jan Kronig
Jan Kronig (* 24. Juni 2000 in Brig-Glis) ist ein Schweizer Fussballspieler.

## Karriere

### Vereine
Kronig spielte in seiner frühen Jugend bei seinem Heimverein in Brig-Glis. Im Alter von elf Jahren wechselte er im Juli 2011 zu den Young Boys in Bern. Nach einigen Jahren in diversen Nachwuchsmannschaften spielte er ab 2017 in der zweiten Mannschaft der Berner, wo er auch regelmässig die Captainbinde trug. In den Spieltagen 34 und 35 der Super League 2018/19 spielte er zweimal über 90 Minuten für den späteren Schweizer Meister.
2019 wurde Kronig schliesslich an den FC Schaffhausen in der Challenge League ausgeliehen. In Schaffhausen war Kronig Stammspieler. Nach Leihende verliess er, zusammen mit vielen anderen Spielern, den Verein wieder. Anschliessend schloss er sich leihweise für ein Jahr dem Ligakonkurrenten FC Wil an. Sein Debüt feierte Kronig im Cup gegen den FC Aarau, ein Spiel, das knapp im Elfmeterschiessen verloren ging. Im Elfmeterschiessen scheiterte Kronig beim Stand von 1:1 an Torhüter Simon Enzler.
Nach Leihende wechselte Kronig zur folgenden Spielzeit 2021/22 fest zum Zweitligisten FC Aarau. Im Februar 2024 wechselte er zum FC Sion. Sein Debüt bei den Sittenern feierte Kronig am 9. Februar 2024 beim 4:1-Heimsieg gegen den FC Baden.

### Nationalmannschaften
Kronig spielte in diversen Nachwuchsmannschaften des Schweizerischen Fussballverbands. Derzeit steht er im Kader der  U-21-Auswahl.

## Titel und Erfolge
BSC Young Boys
- Schweizer Meister (2018/19)